# 無影心月流
無影心月流（むようしんげつりゅう）は梅路見鸞を開祖とする、橘流の流れをくむ弓道の流派である。現在のようにスポーツ化した弓道ではなく、弓を引くことによって「道」を明らかにしていくということを教義としている。ゆえに大会や試合は基本的に行っていない。

## 歴史
開祖梅路見鸞は橘流弓術を修め、禅と弓とが一体（弓禅一如）となった弓道、無影心月流を開いた。現在は三代目になり、姫路を本部道場として活動している。